# Les Livres qui tuent
Les Livres qui tuent est un téléfilm français réalisé par Denys Granier-Deferre, diffusé le 15 juillet 2011 sur France 2. Le scénario est adapté du livre de Louise Staman With the Stroke of a Pen (Assassinat d'un éditeur à la Libération).

## Synopsis
En 1947, Léo Lenoir, jeune journaliste liégeois, est envoyé à Paris par son patron Vanegam pour une grande enquête sur la mort mystérieuse de Robert Denoël, éditeur de Louis-Ferdinand Céline et Lucien Rebatet. Dans le train le conduisant en France, il rencontre Madeleine, une jolie bibliothécaire communiste qui va l'aider dans son travail. Par la suite, le journaliste nous apprend que ses parents morts en camp s'appellent Schwartz.

## Fiche technique
- Réalisateur : Denys Granier-Deferre
- Assistant réalisateur : Patrick Delabrière
- Scénario : Jean-Claude Grumberg
- Photographie : Aleksander Kaufmann
- Casting: Nathalie Cheron
- Effets visuels : Sylvain Sarradin
- Musique : Carolin Petit
- Costumes : Eve-Marie Arnault
- Son : Paul Lainé
- Montage son : Eric Bizet
- Société de production : France 2
- Durée : 90 min
- Pays :  France

## Distribution
- Lorànt Deutsch : Léo Lenoir-Schwartz
- Blanche Gardin : Madeleine Maury
- Éric Prat : Raoul Vanegam
- Michaël Abiteboul : Samy
- Nathalie Cerda : Cécile Denoël
- Stéphan Wojtowicz : Bertrand
- Françoise Miquelis : Valeriane
- Philippe Hérisson : Robert Denoël
- Hervé Briaux : le commissaire Delhomme
- Cécile Camp : Jeanne Loviton
- Yvon Back : le libraire XIV
- Hubert Saint-Macary : Maître Armand Rozelaar
- Urbain Cancelier : le patron du restaurant
- Jan Hammenecker : le directeur de "La Vie du crime"
- Cédric Zimmerlin : Maxime
- Sophie Dauli : Marianne

Le Conservatoire à rayonnement départemental de Saint-Omer a aussi participé au téléfilm. En effet, des élèves ont été sélectionnés pour y participer, afin de jouer le rôle d'orphelins après la deuxième guerre mondiale.